# 14573 Montebugnoli
14573 Montebugnoli eller 1998 QD55 är en asteroid i huvudbältet som upptäcktes den 27 augusti 1998 av LONEOS vid Anderson Mesa Station. Den är uppkallad efter Stelio Montebugnoli.
Asteroiden har en diameter på ungefär 2 kilometer.